# Erebia gyrtone
Erebia gyrtone är en fjärilsart som beskrevs av Hans Fruhstorfer 1916. Erebia gyrtone ingår i släktet Erebia och familjen praktfjärilar. Inga underarter finns listade i Catalogue of Life.